# Unearth
Unearth é uma banda estadunidense de metalcore surgida em 1998 em Massachusetts.

## Biografia
Formado em 1998, Unearth se realizou mais por eles mesmos do que a maioria das bandas pode fazer com apoio completo de uma gravadora e da imprensa. Excursões constantes por toda parte o globo ganhou respeito e reconhecimento deles e ajudou a criar um dos fãs clube mais fortes ao redor do mundo. Só nos últimos dois anos, Unearth embarcou na linha de frente de vendas de discos com Terror, Black Dahlia Murder e Remembering Never in tow, uma corrida de vendas ao lado dos concorrentes do Atreyu. A banda ultimamente busca fugir dos rótulos e classificações da mídia.
Em setembro de 2018 o Unearth revelou as faixas e capa de seu sétimo álbum de estúdio, Extinction(s).

## Formação
- Trevor Phipps - Vocal
- Buz McGrath - Guitarra
- Ken Susi - Guitarra
- John "Slo" Maggard - Baixo
- Mike Justian - Bateria

## Discografia
| Álbuns de estúdio - The Stings of Conscience (2001) - The Oncoming Storm (2004) - III: In the Eyes of Fire (2006) - The March (2008) - Darkness in the Light (2011) - Watchers of Rule (2014) - Extinction(s) (2018) | EP - Above the Fall of Man (1999) - Endless (2002) Coletâneas - Our Days of Eulogy (2005) |